# Lindy Layton
Belinda Kimberly "Lindy" Layton (Hammersmith, London, 1970. december 7. –) angol énekesnő, a Beats International alapító tagja, és énekese. Számos albumot, és kislemezt jelentetett meg a 90-es évek során. Együtt dolgozott a Hardknox és a Dub Pistols csapatokkal. Legnagyobb slágere a Beats International beli Dub Be Good To Me című 1990-ben megjelent dal.

## Karrierje
Layton a Barbara Speake Stage nevű iskolába járt a 80-as években, majd Norman Cook-kal közösen megalapították a Beats International nevű csapatot, megjelentettek pár kislemezt és két albumot is. Az első debütáló Let Them Eat Bingo című album mérsékelt siker volt, a második már meg sem közelítette az első sikerét sem.
A Beats International után 1990-ben Layton szerződést kötött az Arista kiadóval, és kiadta Janet Kay korábbi dalának a Silly Games-nek saját változatát, majd 1991-ben megjelent Pressure című debütáló albuma. Az album második kislemeze az Echo My Heart 1991 januárjában nem volt slágerlistás helyezés, így az angol Top 40-be sem került be. A Norman Cook által készített Wait For Love sem volt slágerlistás helyezés.
Layton 1991 nyarán megjelent kislemeze a Without You (One And One), melyet Driza Bone készített jobban teljesített, mint korábbi kislemezei, de még mindig nem volt Top 40-es helyezett. 1992-ben a Debut kiadónál jelent meg I'll Be A Freak For You című kislemeze, majd a PWL kiadóval kötött szerződést, ahol kiadott pár kislemezt. Az új kislemezek sokkal slágergyanúsabbak voltak, mint elődjeik, így slágerlistás helyezést ért el az Egyesült Királyságban a We Got The Love és a Show Me című dalok. Ezután szerződést bontott a PWL-lel.

## Kislemezek
| Év                                 | Dal                                         | Legmagasabb helyezés | Legmagasabb helyezés | Album         |
| Év                                 | Dal                                         | UK                   | NED                  | Album         |
| ---------------------------------- | ------------------------------------------- | -------------------- | -------------------- | ------------- |
| 1990                               | "Silly Games" (featuring Janet Kaye)        | 22                   | —                    | Pressure      |
| 1991                               | "Echo My Heart"                             | 42                   | 61                   | Pressure      |
| 1991                               | "Wait For Love"                             | –                    | —                    | Pressure      |
| 1991                               | "Without You (One And One)"                 | 71                   | —                    | Pressure      |
| 1992                               | "I'll Be A Freak For You"                   | –                    | —                    | csak kislemez |
| 1993                               | "We Got The Love"                           | 38                   | —                    | csak kislemez |
| 1993                               | "Show Me"                                   | 47                   | —                    | csak kislemez |
| 1996                               | "Who Do You Think You Are?" (csak Japánban) | –                    | —                    | No Other Star |
| "—" nem volt slágerlistás helyezés |                                             |                      |                      |               |